# 尾浦憲治郎
尾浦憲治郎（おうらけんじろう、1941年 - ） は大阪大学名誉教授。応用物理学会長. 日本真空協会長.

## 人物・経歴
大阪生まれ
1964年大阪大工卒
大阪大学院博士課程修了
大阪大助手
大阪大助教授
大阪大工学部教授
大阪大学名誉教授
大阪大学超高圧電子顕微鏡センタ特任教授
2006年日本応用物理学会会長。2011年日本真空協会会長